# Metroplex Dallas–Fort Worth

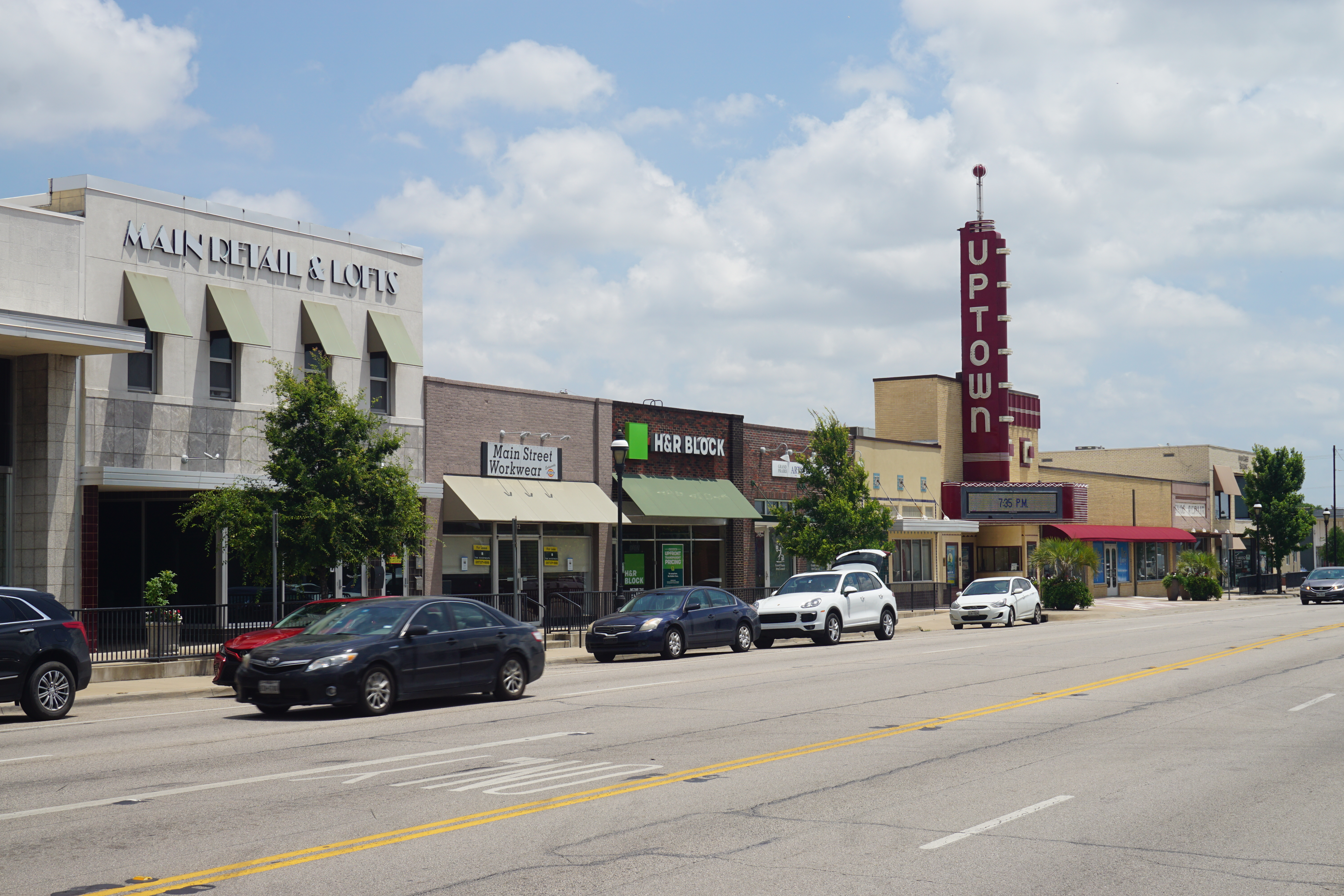
Główna ulica w Grand Prairie

Metroplex Dallas–Fort Worth (nazywany także Dallas–Fort Worth–Arlington, DFW) – konurbacja obszarów metropolitalnych w północnej części amerykańskiego stanu Teksas. Według spisu z 2020 roku liczy 7,6 mln mieszkańców, co czyni obszar metropolitalny Dallas najbardziej zaludnioną aglomeracją w stanie, oraz czwartą co do wielkości w całych Stanach Zjednoczonych.
W latach 2010–2020 był to obszar o najwyższym wskaźniku wzrostu liczby ludności w USA, a dynamiczny rozwój demograficzny utrzymuje się również w kolejnych latach.

## Podział
Metropolitalny obszar statystyczny (MSA) Dallas–Fort Worth–Arlington składa się z połączenia dwóch oddzielnych obszarów statystycznych: Dallas–Plano–Irving i Fort Worth–Arlington–Grapevine łącząc się, tworzą jeden pełny obszar metropolitalny lub konurbację. Obejmują one następujące hrabstwa:
- Dallas MD: Collin, Dallas, Denton, Ellis, Hunt, Kaufman i Rockwall
- Fort Worth MD: Hood, Johnson, Parker, Somervell, Tarrant i Wise.

## Większe miasta[4]
- Dallas (1,304 mln[5])
- Fort Worth (918,9 tys.)
- Arlington (394,3 tys.)
- Plano (285,5 tys.)
- Irving (256,7 tys.)
- Garland (246,0 tys.)
- Frisco (200,5 tys.)
- Grand Prairie (196,1 tys.)
- McKinney (195,3 tys.)
- Mesquite (150,1 tys.)
- Denton (139,9 tys.)
- Carrollton (133,4 tys.)
- Richardson (119,5 tys.)
- Lewisville (111,8 tys.)
- Allen (104,6 tys.)

## Gospodarka

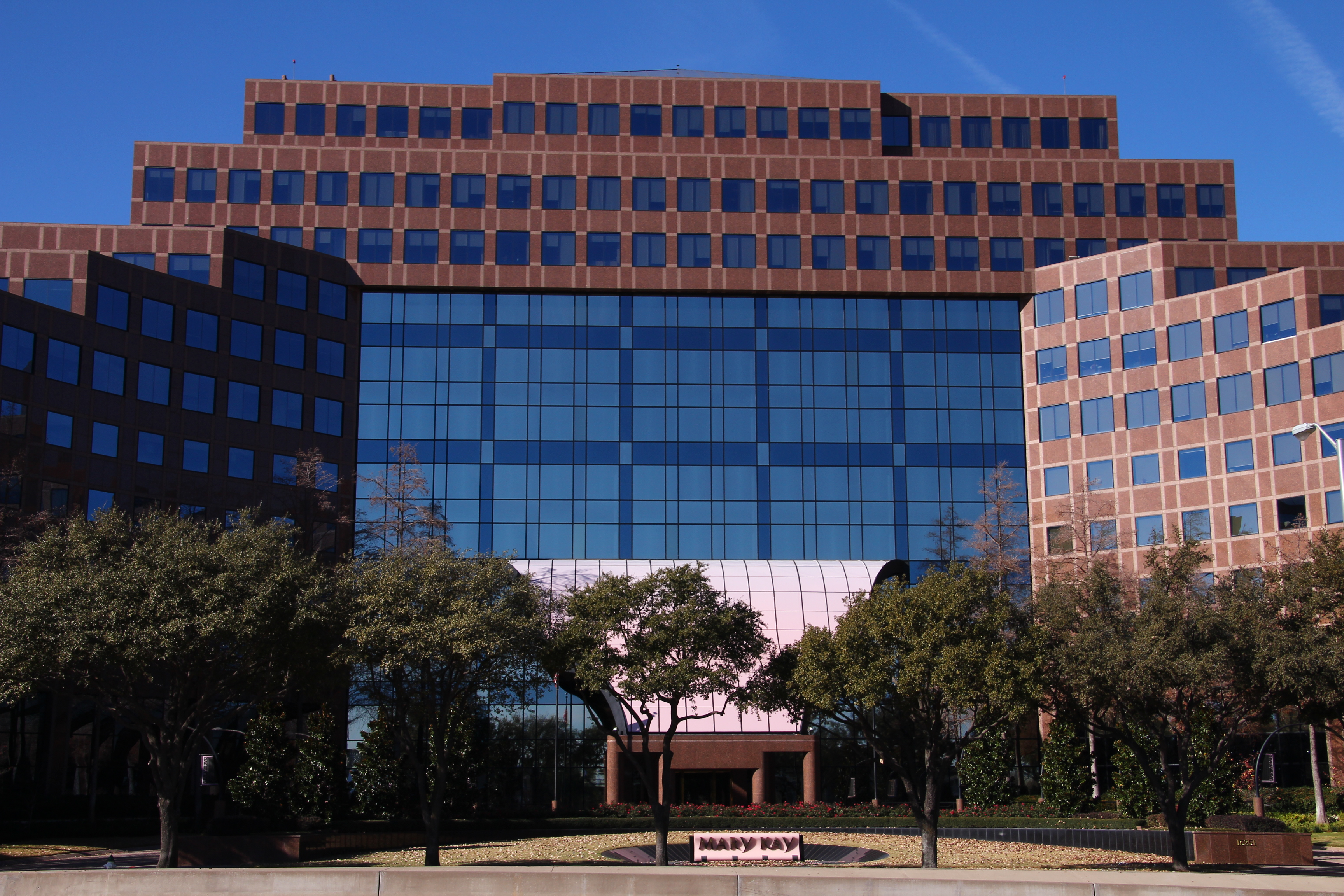
Siedziba firmy marketingowej Mary Kay w Addison, zajmującej się sprzedażą kosmetyków

Aglomeracja jest czołowym światowym rynkiem hurtowym i siedzibą Dallas Market Center (1957), jednego z największych na świecie kompleksów handlowych. Ponadto znajduje się w niej siedziba US Army and Air Force Exchange Service, która dostarcza towary i usługi personelowi wojskowemu. Handel hurtowy i detaliczny łączy się z usługami (zwłaszcza biznesowymi, finansowymi i medycznymi), tworząc kręgosłup gospodarki. Jest także ruchliwym centrum konferencyjnym i usług lotniczych.
Metroplex Dallas–Fort Worth ma długą historię innowacji technologicznych, ma dużą koncentrację firm zajmujących się produkcją półprzewodników, telekomunikacją i innymi technologiami informatycznymi, przez co czasami jest określane jako „Silicon Prairie”. W 2020 roku aglomeracja zajęła drugie miejsce na liście najlepszych miast technologicznych w USA, wyprzedzając Dolinę Krzemową.
DFW ugruntowało także swoją pozycję jako trzeciego co do wielkości centrum finansowego w Stanach Zjednoczonych. Swoje siedziby przenieśli tutaj Comerica Bank (w 2007 z Detroit) i Charles Schwab Corporation (w 2021 z Kalifornii). Bank of America jest piątym co do wielkości pracodawcą w DFW.
Począwszy od roku 2021 obszar metropolitalny Dallas jest domem dla 22 firm z listy Fortune 500. Trzy z nich znajdują się w pierwszej dziesiątce tej listy i są to: Exxon Mobil (spółka paliwowa z siedzibą w Irving), McKesson (dystrybutor farmaceutyków z siedzibą w Irving) i AT&T (największa na świecie firma telekomunikacyjna).
Dynamiczny rynek nieruchomości i budownictwa jest również kluczowym elementem gospodarki DFW, napędzany ciągłym napływem ludności i firm. Największym pracodawcą jest Texas Health Resources, która prowadzi 26 szpitali i zatrudnia 26 tys. pracowników na obszarze aglomeracji.
Port lotniczy Dallas-Fort Worth na początku 2023 roku otrzymał wyróżnienie od Międzynarodowej Rady Portów Lotniczych jako najlepsze lotnisko w Ameryce Północnej.

## Edukacja
Obszar metropolitalny Dallas obejmuje największe skupisko kolegiów i uniwersytetów w Teksasie. University of Texas Southwestern Medical Center jest miejscem pracy laureatów Nagrody Nobla i znalazł się na pierwszym miejscu na świecie w dziedzinie nauk biomedycznych, w rankingu zakładów opieki zdrowotnej za lata 2015–2018. Do innych ważniejszych uczelni należą: Texas A&M University College of Dentistry (1905), Dallas Baptist University (1898), Southern Methodist University (1911), University of Dallas (1956) i University of Texas at Dallas (1961).

## Demografia
Aglomeracja Dallas–Fort Worth (DFW) charakteryzuje się dynamicznym wzrostem populacji i znaczną różnorodnością demograficzną. W latach 2010–2020 DFW odnotowało napływ netto ponad 500 tys. mieszkańców z innych części Stanów Zjednoczonych, co było najwyższym wskaźnikiem spośród wszystkich amerykańskich metropolii. Ten napływ, szczególnie młodych rodzin, sprawia, że DFW ma młodszą populację niż większość dużych miast w USA.
Według danych pięcioletnich z 2023 roku, populacja aglomeracji wynosiła 7,8 mln mieszkańców. Struktura rasowo-etniczna DFW prezentowała się następująco:
- Biali: 52,7% ogółu mieszkańców, w tym 43% stanowili biali nielatynoscy.
- Latynosi (dowolnej rasy): 29,4%. Wzrost liczby Latynosów sprawił, że DFW stało się szóstym co do wielkości skupiskiem ludności latynoskiej w Stanach Zjednoczonych (2,3 mln w 2021 r.), co jest znaczącą zmianą w porównaniu z zaledwie 7% w 1970 roku[16][8].
- Czarni/Afroamerykanie: 16,2%.
- Mieszane rasy: 14,5%.
- Azjaci: 7,8%.
- Rdzenna ludność Ameryki: 0,6%.
- Hawajczycy i mieszkańcy innych wysp Pacyfiku: 0,11%.

Wśród osób deklarujących swoje pochodzenie etniczne, do najliczniejszych grup należą osoby pochodzenia: meksykańskiego (23,1%), afroamerykańskiego, angielskiego (8,7%), niemieckiego (8,1%), irlandzkiego (6,4%) i amerykańskiego (5,3%). Wśród Azjatów, najliczniejszą grupą byli Hindusi (3,2%).
DFW jest także ważnym ośrodkiem dla imigrantów z Afryki, będąc piątym co do wielkości miejscem docelowym dla afrykańskich imigrantów w USA (182,7 tys. w 2023 roku). Obszar ten gości największą społeczność Igbo (z Nigerii) w Ameryce Północnej, a także znaczące społeczności migrantów z Sudanu, Erytrei i Etiopii.
Rozmieszczenie grup etnicznych w aglomeracji jest zróżnicowane: w centralnych hrabstwach Dallas i Tarrant znajdują się najliczniejsze społeczności Latynosów i Afroamerykanów, natomiast północne hrabstwa Collin i Denton charakteryzują się licznymi społecznościami azjatyckimi. Mimo dynamicznych migracji, na bardziej oddalonych przedmieściach wciąż przeważają białe społeczności nielatynoskie.
Obszar metropolitalny Dallas-Fort Worth wyróżnia się również różnorodnością językową. Około 67,3% populacji w wieku powyżej 5 lat posługuje się w domu językiem angielskim, natomiast 22,1% mówi po hiszpańsku. Inne znaczące języki to różnorodne języki afrykańskie (1,27%), wietnamski (1,13%), chiński (0,77%), hinduski (0,74%) i telugu (0,74%).

### Polonia
Aglomerację zamieszkiwało także blisko 80 tys. osób polskiego pochodzenia (1%). Duże skupiska Polonii znajdują się w hrabstwach Denton (1,7%) i Collin (1,5%), w tym miasteczka: Parker (19%) i Farmersville (6,9%), oraz w pobliżu aglomeracji – Dorchester (17,4%). Polonia stanowi wysoki odsetek Southlake i Colleyville, odpowiednio 2,7% i 2,8% – najbogatszych miast w Stanach Zjednoczonych.

## Religia

Fontanna na dziedzińcu Pierwszego Kościoła Baptystów, megakościoła liczącego ponad 10 tys. członków w centrum Dallas

Badanie Pew Research Center z 2014 roku obejmujące 17 największych aglomeracji USA wykazało, że obszar Dallas–Fort Worth ma najwyższy odsetek osób (78%) identyfikujących się jako chrześcijanie i najmniejszy deklarujących brak przynależności religijnej (18%). Ponadto miasto ma najwyższy odsetek ewangelikalnych protestantów (38%), oraz drugi (po Atlancie) najmniejszy katolików (15%). Łącznie 59% mieszkańców określa się jako protestanci.
Największe organizacje religijne pod względem członkostwa w 2020 roku:
- Kościoły baptystyczne – ponad 1,1 mln członków w 2363 zborach,
- Kościół katolicki – 1 084 758 członków w 127 parafiach,
- lokalne bezdenominacyjne zbory ewangelikalne – 698 228 członków w 1040 zborach,
- Zjednoczony Kościół Metodystyczny – 329 560 członków w 270 zborach,
- zielonoświątkowcy (głównie Zbory Boże, Kościół Boży w Chrystusie i Kościół Boży) – ok. 200 tys. członków w 698 zborach,
- Kościoły Chrystusowe – 154 772 członków w 443 zborach,
- społeczność muzułmańska – 139 113 członków w 78 meczetach,
- Kościół Jezusa Chrystusa Świętych w Dniach Ostatnich (mormoni) – 105 071 członków w 199 świątyniach.

Według badania z 2024 roku, 40,5% mieszkańców stwierdziło, że nigdy nie uczęszcza do domów modlitwy lub odwiedza je rzadziej niż raz w roku. Czyni to Dallas najbardziej religijną metropolią wśród największych amerykańskich aglomeracji.